# بيني فريدمان
بيني فريدمان (بالإنجليزية: Benny Friedman)‏ هو لاعب كرة قدم أمريكية أمريكي، ولد في 18 مارس 1905 في كليفلاند في الولايات المتحدة، وتوفي في 24 نوفمبر 1982 في نيويورك في الولايات المتحدة.

## وصلات خارجية
- بيني فريدمان على موقع مرجع كرة القدم المحترفة.كوم (الإنجليزية)
- بيني فريدمان على موقع الموسوعة البريطانية (الإنجليزية)